# DeMarre Carroll
DeMarre LaEdrick Carroll (Birmingham, 27 luglio 1986) è un ex cestista e allenatore di pallacanestro statunitense, professionista nella NBA.

## Carriera

### High school
Ha frequentato la John Carroll Catholic High School, che ha guidato a due titoli statali consecutivi. Nel 2004 è stato segnalato dal sito Rivals.com come la 40ª ala piccola e il 148º giocatore americano.

### Università (2004-2009)
Dopo essersi diplomato si è iscritto all'Università Vanderbilt, che ha lasciato a sorpresa nel 2006 per trasferirsi all'Università del Missouri, allenata da suo zio Mike Anderson. Dopo essersi trasferito in Missouri ha iniziato ad accusare un prurito alle gambe, che sembrava inizialmente causato da un'allergia. Ulteriori esami hanno rivelato che il giocatore soffre di una malattia al fegato che in futuro potrebbe anche necessitare un trapianto, ma che comunque non preclude la carriera del giocatore. Il 5 luglio 2007 è stato colpito alla caviglia da un colpo di arma da fuoco durante una rissa scoppiata in una discoteca a Columbia.

### NBA (2009-2020)

#### Memphis Grizzlies (2009-2011)
Viene selezionato con la 27ª scelta al draft 2009 dai Memphis Grizzlies. Nella prima stagione a Memphis Carroll trovò molto spazio giocando 71 partite di cui 7 da titolare. Nella stagione successiva Carroll trovò poco spazio nelle rotazioni del coach Lionel Hollins tanto che il 14 dicembre 2010 venne assegnato ai Dakota Wizards, in D-League; venne reintegrato il 5 gennaio 2011. A Memphis non riuscì a imporsi, giocando per lo più in uscita dalla panchina. Nella seconda stagione giocò solo 7 partite e nessuna di queste da titolare.

#### Houston Rockets (2011)
Il 24 febbraio 2011 venne ceduto insieme ad Hasheem Thabeet ed una futura prima scelta agli Houston Rockets in cambio di Shane Battier ed Ish Smith. Tuttavia con i razzi Carroll non trovò molto spazio e il successivo 11 aprile venne tagliato.

#### Denver Nuggets (2011-2012)
Il 12 dicembre 2011 firmò un contratto non garantito con i Denver Nuggets. Disputò 4 partite con la franchigia del Colorado prima di essere tagliato il 5 Febbraio 2012.

#### Utah Jazz (2012-2013)
L'8 febbraio 2012 venne ingaggiato dagli Utah Jazz.

#### Atlanta Hawks (2013-2015)
Il 3 agosto 2013 firma un contratto biennale con gli Atlanta Hawks. Il 22 febbraio 2014 segna un career-high di 24 punti contro i New York Knicks. Il successivo 23 dicembre segna un nuovo career-high di 25 punti (ai quali si aggiungono a 10 rimbalzi) contro i Los Angeles Clippers. Il 4 febbraio viene eletto insieme agli altri titolari degli Hawks giocatore del mese di gennaio dopo che la sua squadra ha realizzato il primo bilancio mensile di 17-0 nella storia dell'NBA. Cinque giorni dopo ha segnato un nuovo career-high di 26 punti contro i Minnesota Timberwolves.

#### Toronto Raptors (2015-2017)
Il 1º luglio 2015 firmò un contratto quadriennale a 60 milioni di dollari con i Toronto Raptors. Tuttavia nella prima stagione con i canadesi disputò solamente 26 partite a causa di un infortunio che lo tenne fuori a lungo, rientrando verso fine stagione poco prima dei playoffs.
La stagione successiva fu l'ala piccola titolare della squadra canadese. Il 9 gennaio 2017 pareggiò il proprio career-high segnando 26 punti con 6 tiri da 3 nella gara persa per 129-122 contro gli Houston Rockets. Nel corso dei playoffs, Carroll perse il posto in favore di P.J. Tucker.

#### Brooklyn Nets (2017-2019)
Il 14 luglio 2017 Carroll venne ceduto, insieme a una prima e una seconda scelta al Draft NBA 2018, ai Brooklyn Nets in cambio di Justin Hamilton (poi tagliato dai Raptors) per alleggerire il salary cap della franchigia canadese. A seguito della cessione ai Nets Carroll ammise anche di non essere stato un buon acquisto per i Toronto Raptors.

## Statistiche

### College
| Anno      | Squadra          | PG  | PT | MP   | TC%  | 3P%  | TL%  | RP  | AP  | PRP | SP  | PP   |
| --------- | ---------------- | --- | -- | ---- | ---- | ---- | ---- | --- | --- | --- | --- | ---- |
| 2004-2005 | Vand. Commodores | 34  | 5  | 15,6 | 50,0 | 27,8 | 42,9 | 3,8 | 0,7 | 0,6 | 0,1 | 4,0  |
| 2005-2006 | Vand. Commodores | 30  | 16 | 29,1 | 51,1 | 17,6 | 60,5 | 6,4 | 2,0 | 1,2 | 0,4 | 10,8 |
| 2007-2008 | Missouri Tigers  | 32  | 30 | 25,3 | 53,6 | 17,6 | 61,2 | 6,7 | 1,3 | 1,1 | 0,7 | 13,0 |
| 2008-2009 | Missouri Tigers  | 38  | 38 | 28,0 | 55,8 | 36,4 | 63,4 | 7,2 | 2,2 | 1,6 | 0,7 | 16,6 |
| Carriera  | Carriera         | 134 | 89 | 24,5 | 53,5 | 28,1 | 60,3 | 6,0 | 1,6 | 1,1 | 0,4 | 11,2 |

### NBA

#### Regular Season
| Anno      | Squadra           | PG  | PT  | MP   | TC%  | 3P%  | TL%  | RP  | AP  | PRP | SP  | PP   |
| --------- | ----------------- | --- | --- | ---- | ---- | ---- | ---- | --- | --- | --- | --- | ---- |
| 2009-2010 | Memphis Grizzlies | 71  | 7   | 11,2 | 39,6 | 0,0  | 62,3 | 2,1 | 0,5 | 0,4 | 0,1 | 2,9  |
| 2010-2011 | Memphis Grizzlies | 7   | 0   | 5,6  | 44,4 | 0,0  | 100  | 1,1 | 0,3 | 0,1 | 0,1 | 1,4  |
| 2010-2011 | Houston Rockets   | 5   | 0   | 2,2  | 0,0  | 0,0  | 0,0  | 0,0 | 0,4 | 0,0 | 0,0 | 0,0  |
| 2011-2012 | Denver Nuggets    | 4   | 0   | 5,3  | 100  | 0,0  | 0,0  | 0,8 | 0,8 | 0,0 | 0,0 | 3,0  |
| 2011-2012 | Utah Jazz         | 20  | 9   | 16,4 | 37,4 | 36,8 | 87,5 | 2,5 | 0,8 | 0,6 | 0,1 | 4,8  |
| 2012-2013 | Utah Jazz         | 66  | 12  | 16,8 | 46,0 | 28,6 | 76,5 | 2,8 | 0,9 | 0,9 | 0,4 | 6,0  |
| 2013-2014 | Atlanta Hawks     | 73  | 73  | 32,1 | 47,0 | 36,2 | 77,3 | 5,5 | 1,8 | 1,5 | 0,3 | 11,1 |
| 2014-2015 | Atlanta Hawks     | 70  | 69  | 31,3 | 48,7 | 39,5 | 70,2 | 5,3 | 1,7 | 1,3 | 0,2 | 12,6 |
| 2015-2016 | Toronto Raptors   | 26  | 22  | 30,2 | 38,9 | 39,0 | 60,0 | 4,7 | 1,0 | 1,7 | 0,2 | 11,0 |
| 2016-2017 | Toronto Raptors   | 72  | 72  | 26,1 | 40,1 | 34,1 | 76,1 | 3,8 | 1,0 | 1,1 | 0,4 | 8,9  |
| 2017-2018 | Brooklyn Nets     | 73  | 73  | 29,9 | 41,4 | 37,1 | 76,4 | 6,6 | 2,0 | 0,8 | 0,4 | 13,5 |
| 2018-2019 | Brooklyn Nets     | 67  | 8   | 25,4 | 39,5 | 34,2 | 76,0 | 5,2 | 1,3 | 0,5 | 0,1 | 11,1 |
| 2019-2020 | San Antonio Spurs | 15  | 0   | 9,0  | 31,0 | 23,1 | 60,0 | 2,1 | 0,7 | 0,1 | 0,1 | 2,2  |
| 2019-2020 | Houston Rockets   | 9   | 0   | 17,2 | 43,2 | 25,0 | 77,3 | 2,7 | 1,6 | 0,7 | 0,3 | 6,0  |
| Carriera  | Carriera          | 578 | 339 | 23,7 | 43,0 | 35,8 | 74,1 | 4,2 | 1,3 | 0,9 | 0,3 | 8,9  |

#### Play-off
| Anno     | Squadra         | PG | PT | MP   | TC%  | 3P%  | TL%  | RP  | AP  | PRP | SP  | PP   |
| -------- | --------------- | -- | -- | ---- | ---- | ---- | ---- | --- | --- | --- | --- | ---- |
| 2012     | Utah Jazz       | 4  | 0  | 18,3 | 47,4 | 20,0 | 0,0  | 3,8 | 0,8 | 0,5 | 0,3 | 4,8  |
| 2014     | Atlanta Hawks   | 7  | 7  | 35,1 | 46,9 | 40,9 | 63,6 | 4,9 | 1,6 | 0,7 | 0,4 | 8,9  |
| 2015     | Atlanta Hawks   | 16 | 16 | 34,9 | 48,6 | 40,3 | 78,0 | 6,1 | 2,0 | 1,1 | 0,3 | 14,6 |
| 2016     | Toronto Raptors | 20 | 19 | 29,8 | 39,0 | 32,8 | 75,0 | 4,1 | 0,9 | 0,9 | 0,4 | 8,9  |
| 2017     | Toronto Raptors | 10 | 7  | 15,5 | 40,5 | 31,8 | 55,6 | 2,7 | 0,5 | 0,8 | 0,5 | 4,2  |
| 2019     | Brooklyn Nets   | 5  | 3  | 23,8 | 23,7 | 29,2 | 100  | 4,0 | 0,4 | 0,8 | 0,0 | 6,6  |
| 2020     | Houston Rockets | 2  | 0  | 3,0  | 50,0 | -    | -    | 1,5 | 0,5 | 0,0 | 0,0 | 1,0  |
| Carriera | Carriera        | 64 | 52 | 27,4 | 42,6 | 35,3 | 75,2 | 4,3 | 1,1 | 0,9 | 0,3 | 8,9  |